# Terminalia amazonia
Cortés amarillo (Terminalia amazonia) es un árbol de la familia de las combretáceas. Es nativo de América del Norte y América del Sur.  Llega a tener una altura de hasta 70 m con hojas de color verde oscuro. En México su distribución va del sur de Veracruz a Chiapas. Su hábitat son los bosques tropicales perennifolios. Se ha utilizado para explotación forestal comercial. La madera es dura y duradera.
En Belice, Terminalia amazonia es ampliamente localizado en la reserva forestal Mountain Pine Ridge.

## Descripción
Esta especie puede crecer hasta 70m en altura. Pueda lograr un diámetro de 1 a 3m. La corteza es lisa. Al principio, las ramas crecen horizontalmente y el ápice supone una posición vertical. La corteza es delgada (1 cm de grosor) y es de color marrón o amarillo grisáceo, y posee un sabor amargo. Las hojas son pequeñas, de color verde oscuro y lustrosas por encima y de color verde claro y opaco por abajo.

## Distribución
En México tiene una distribución potencial a partir del sur del estado de Veracruz, Tabasco y Chiapas.

## Nombres vernáculos
Terminalia amazonia tiene diferentes nombres en una variedad de países. En América Central y Panamá,  se le conoce como roble coral, amarillón, canux, naranjo, volador, amarillo real y guayabo de charco. En México,  se le conoce como sombrerete y tepesuchil. En Cuba, los nombres comunes son guyo y chicharrón. En Belice se le denomina nargusta o bullywood. Arispín y aceituno son los nombres comunes en Venezuela. Finalmente, en Colombia los nombres comunes son guayabo león y palo prieto.

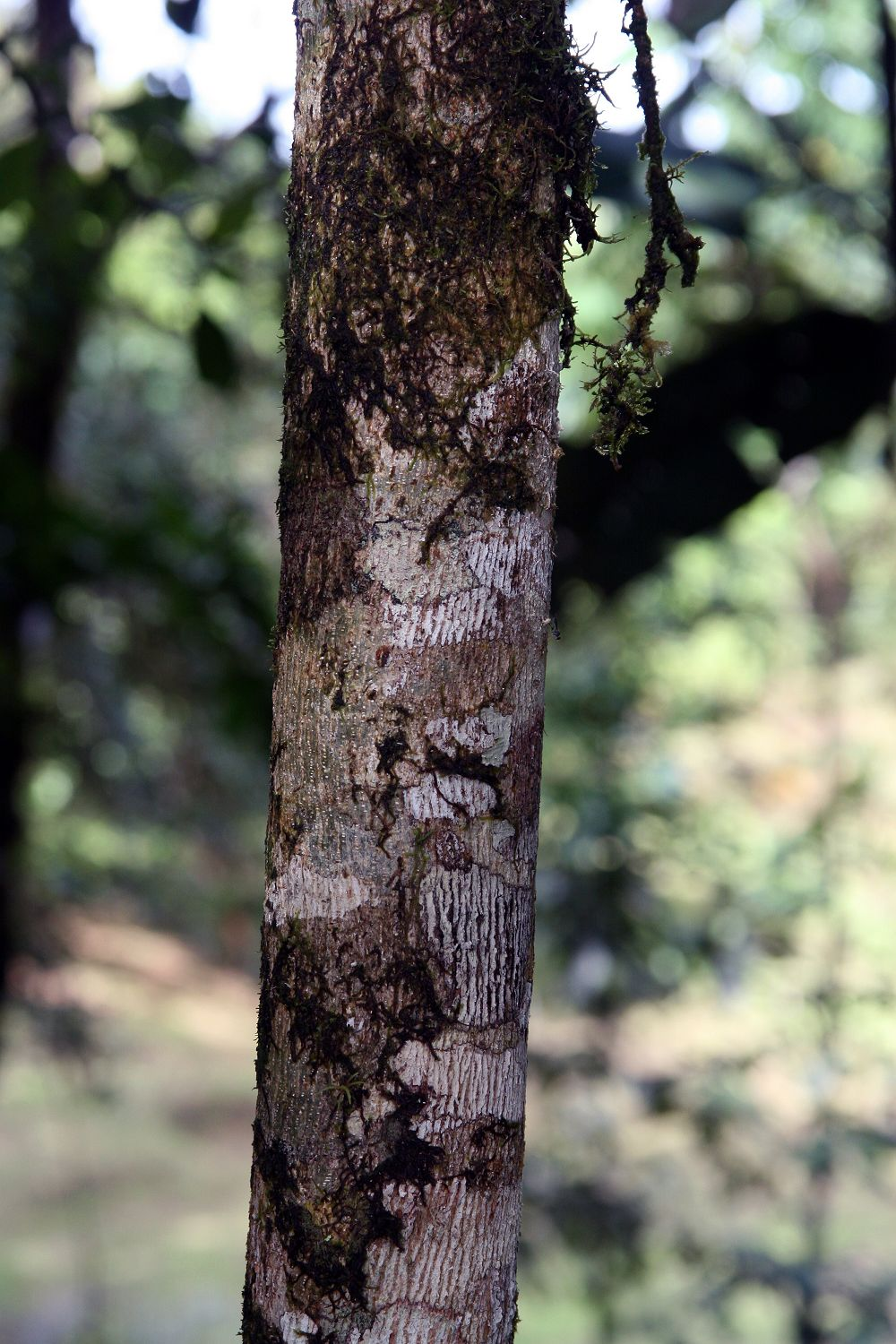
Corteza de Terminalia amazonia.

En Perú se llama árbol del chunchu. y en Bolivia se lo conoce como verdolago.

## Ecología
Terminalia amazonia es un árbol tropical de bosque perennifolio húmedo. Florece entre febrero y abril mientras la fruta alcanza su madurez entre marzo y mayo.

## Características de la madera
La parte joven de la madera verde es de color amarillo claro grisáceo y naranja o amarillento una vez seca. El corazón es un poco más oscuro y cuando está seco, adquiere un color amarillo rojizo. Posee una media aproximada de 2 anillos por cm.

## Usos
Debido a que la madera de Terminalia amazonia es dura y resistente, es utilizada en obras de carpintería en general así como en pisos.

## Plagas y enfermedades
Algunas plantas de Terminalia amazonia presentan problemas de plagas durante las etapas tempranas de desarrollo. El ataque causa una gran deformación que reduce la calidad de la madera. Es común encontrar un problema de "engomamiento" causado por un virus que causa que se debilite el árbol hasta que muere.